# Biophytum foxii
Biophytum foxii là một loài thực vật có hoa trong họ Chua me đất. Loài này được Sprague mô tả khoa học đầu tiên năm 1911.